# Нейрогуморальна регуляція
Нейрогуморальна регуляція (від грец. neuron, нерв + лат. humor, рідина) — одна з форм фізіологічної регуляції в організмі людини і тварин, при якій нервові імпульси і речовини, які переносяться кров'ю і лімфою  (метаболіти, гормони, а також інші нейромедіатори), беруть спільну участь в єдиному регуляторному процесі.
Вищі центри нейрогуморальної регуляції містяться в гіпоталамусі, а збудження виникає в корі головного мозку, далі передається через його підкіркові елементи з допомогою крові і лімфи в різні ділянки організму людини і тварин.
Нейрогуморальна регуляція виконує основну роль у гомеостазі, тобто у підтримці сталості внутрішнього середовища організму і пристосування його функціонування до мінливих умов зовнішнього середовища.
Одним з прикладів нейрогуморальної регуляції може слугувати тимчасове "посилення" організму в екстремальних ситуаціях, коли «стресові» нервові імпульси з головного мозку передаються наднирковим залозам, а ті викидають у кров гормон адреналін, який, в результаті подальшого багатоланкового процесу, виробляє додаткову стимуляцію м'язів тіла людини або тварини.
Або, простіше кажучи, нервова система передає сигнали у вигляді нервових імпульсів, а ендокринна система при цьому вивільняє гормональні речовини, які переносяться кров'ю до органів.